# Maria Vidigsson
Sara Maria Vidigsson, född Edbäck 27 november 1857 i Otterstads församling, Skaraborgs län, död 26 december 1922 i Stora Tuna församling, Kopparbergs län, var en svensk folkskollärare och rösträttsaktivist. Hon var verksam i kampanjen för införandet av kvinnlig rösträtt i Sverige och ordförande för Föreningen för kvinnans politiska rösträtt i Borlänge–Stora Tuna 1913–1916 och 1918–1921. 